# EasyToys Bloeizone Fryslân Tour
De EasyToys Bloeizone Fryslân Tour (voorheen de Energiewacht Tour en Healthy Ageing Tour) is een meerdaagse wielerwedstrijd voor vrouwen in Noord-Nederland. De ronde kent een internationaal deelnemersveld. De wedstrijd met de UCI 2.1-status wordt in het voorjaar verreden.
De wedstrijd heette van 2011-2016 Energiewacht Tour naar sponsor Energiewacht Groep en werd van 2017-2021 als de Healthy Ageing Tour verreden vanwege de sponsoring door Healthy Ageing Network Northern Netherlands. In 2022 ging de koers verder als EasyToys Bloeizone Fryslân Tour.
Bijna elk jaar kent de ronde zowel een individuele tijdrit (ITT) als een ploegentijdrit (TTT). De overige etappes worden vaak gekenmerkt door waaiers of massasprints. Kirsten Wild is recordhoudster met dertien etappezeges. Ellen van Dijk is recordhoudster met vijf eindzeges.
In de eerste drie edities lagen de start- en finishplaatsen allemaal in de provincie Groningen. In de vierde editie was Eelde de eerste start- en finishplaats in de provincie Drenthe. De daarop volgende editie was de slot etappe op het Duitse waddeneiland Borkum. Ook in 2016 en 2017 was dit het geval en in 2019 werd hier de openingsetappe verreden. In 2018 was Heerenveen de eerste start- en finishplaats in Friesland.
Er stond van 2013-2021 (edities van 2020 en 2021 werden afgelast vanwege de coronapandemie) naast de wedstrijd voor elite ook een wedstrijd voor junioren op de kalender als onderdeel van de Junior Nations Cup. Enkele rensters die hierin (etappe)-overwinningen boekten waren Pfeiffer Georgi, Demi de Jong, Floortje Mackaij, Lonneke Uneken en Lorena Wiebes.

## Eindpodia
| Jaar | Winnaar                              | Tweede                               | Derde                                |
| ---- | ------------------------------------ | ------------------------------------ | ------------------------------------ |
| 2011 | Adrie Visser                         | Loes Gunnewijk                       | Marianne Vos                         |
| 2012 | Ina-Yoko Teutenberg                  | Ellen van Dijk                       | Marianne Vos                         |
| 2013 | Ellen van Dijk                       | Loes Gunnewijk                       | Kirsten Wild                         |
| 2014 | Lucinda Brand                        | Vera Koedooder                       | Trixi Worrack                        |
| 2015 | Lisa Brennauer                       | Trixi Worrack                        | Christine Majerus                    |
| 2016 | Ellen van Dijk                       | Annemiek van Vleuten                 | Lisa Brennauer                       |
| 2017 | Ellen van Dijk                       | Anna van der Breggen                 | Lisa Brennauer                       |
| 2018 | Amy Pieters                          | Chantal Blaak                        | Christine Majerus                    |
| 2019 | Lisa Klein                           | Ellen van Dijk                       | Kirsten Wild                         |
| 2020 | niet verreden vanwege coronapandemie | niet verreden vanwege coronapandemie | niet verreden vanwege coronapandemie |
| 2021 | Ellen van Dijk                       | Lisa Brennauer                       | Emma Norsgaard                       |
| 2022 | Ellen van Dijk                       | Riejanne Markus                      | Marlen Reusser                       |

Meervoudige winnaars
| Overwinningen | Renster        | Land      | Jaren                        |
| ------------- | -------------- | --------- | ---------------------------- |
| 5             | Ellen van Dijk | Nederland | 2013, 2016, 2017, 2021, 2022 |

Overwinningen per land
| Overwinningen | Land      |
| ------------- | --------- |
| 8             | Nederland |
| 3             | Duitsland |

## Edities

### 2011
De eerste editie vond plaats van 7 tot en met 11 april.
| Winnaar eindklassement            |
| --------------------------------- |
| Algemeen klassement: Adrie Visser |

|   | Etappe                | Km    | Winnaar             | Tweede              | Derde             |
| - | --------------------- | ----- | ------------------- | ------------------- | ----------------- |
| 1 | Sellingen - Sellingen | 108,8 | Marianne Vos        | Ina-Yoko Teutenberg | Kirsten Wild      |
| 2 | Midwolda - Midwolda   | 081,5 | Ina-Yoko Teutenberg | Kirsten Wild        | Giorgia Bronzini  |
| 3 | Aduard - Aduard       | 123,6 | Adrie Visser        | Loes Gunnewijk      | Olga Zabelinskaya |
| 4 | Haren - Haren         | 088,9 | Marianne Vos        | Giorgia Bronzini    | Shelley Olds      |

### 2012
De tweede editie vond plaats van 4 tot en met 8 april.
| Winnaars eindklassementen                                                                                      |
| --- |
| Algemeen klassement: Ina-Yoko Teutenberg Puntenklassement: Ina-Yoko Teutenberg Jongerenklassement: Amy Pieters |

|    | Etappe                              | Km    | Winnaar               | Tweede              | Derde        |
| -- | ----------------------------------- | ----- | --------------------- | ------------------- | ------------ |
| 1  | Appingedam - Appingedam (ITT)       | 015,3 | Kristin Armstrong     | Clara Hughes        | Marianne Vos |
| 2  | Bad Nieuweschans - Bad Nieuweschans | 107,3 | Ina-Yoko Teutenberg   | Kirsten Wild        | Marianne Vos |
| 3  | Midwolda - Midwolda                 | 109,5 | Ina-Yoko Teutenberg   | Marianne Vos        | Kirsten Wild |
| 4a | Winsum - Winsum                     | 070,8 | Kirsten Wild          | Ina-Yoko Teutenberg | Marianne Vos |
| 4b | Veendam - Oude Pekela (TTT)         | 026,5 | Specialized-lululemon | Orica-AIS           | Rabobank     |
| 5  | Slochteren - Slochteren             | 103,2 | Nicole Cooke          | Evelyn Arys         | Sarah Düster |

### 2013
De derde editie vond plaats van 3 tot en met 7 april.
| Winnaars eindklassementen |
| --- |
| Algemeen klassement: Ellen van Dijk Puntenklassement: Kirsten Wild Sprintklassement: Anna van der Breggen Jongerenklassement: Jolanda Neff Beste clubrenster: Eva Lechner Ploegenklassement: Orica-AIS |

|    | Etappe                  | Km    | Winnaar            | Tweede         | Derde           |
| -- | ----------------------- | ----- | ------------------ | -------------- | --------------- |
| 1  | Winschoten - Winschoten | 109,6 | Kirsten Wild       | Ellen van Dijk | Iris Slappendel |
| 2  | Oude Pekela - Veendam   | 105,5 | Kirsten Wild       | Chloe Hosking  | Adrie Visser    |
| 3a | Winsum - Winsum (ITT)   | 021,1 | Ellen van Dijk     | Lisa Brennauer | Shara Gillow    |
| 3b | Appingedam - Appingedam | 077,0 | Kirsten Wild       | Jolien D'Hoore | Chloe Hosking   |
| 4  | Uithuizen - Uithuizen   | 134,6 | Kirsten Wild       | Ellen van Dijk | Adrie Visser    |
| 5  | Groningen - Groningen   | 100,0 | Valentina Carretta | Gu Sunguen     | Romy Kasper     |

### 2014
De vierde editie vond plaats van 9 tot en met 13 april.
| Winnaars eindklassementen |
| --- |
| Algemeen klassement: Lucinda Brand Puntenklassement: Kirsten Wild Sprintklassement: Marta Tagliaferro Jongerenklassement: Thalita de Jong Ploegenklassement: Specialized-lululemon |

|    | Etappe                    | Km    | Winnaar               | Tweede               | Derde                |
| -- | ------------------------- | ----- | --------------------- | -------------------- | -------------------- |
| 1  | Delfzijl - Delfzijl       | 093,0 | Kirsten Wild          | Elizabeth Armitstead | Jolien D'Hoore       |
| 2  | Wedde - Wedde             | 116,1 | Kirsten Wild          | Barbara Guarischi    | Elizabeth Armitstead |
| 3a | Eelde - Eelde             | 097,1 | Vera Koedooder        | Chloe McConville     | Trixi Worrack        |
| 3b | Midwolda - Midwolda (TTT) | 015,1 | Specialized-lululemon | Boels Dolmans        | Rabo-Liv             |
| 4  | Uithuizen - Uithuizen     | 136,7 | Lucinda Brand         | Jolien D'Hoore       | Elizabeth Armitstead |
| 5  | Veendam - Veendam         | 104,7 | Chantal Blaak         | Loes Gunnewijk       | Thalita de Jong      |

### 2015
De vijfde editie vond plaats van 8 tot en met 12 april.
| Winnaars eindklassementen |
| --- |
| Algemeen klassement: Lisa Brennauer Puntenklassement: Kirsten Wild Sprintklassement: Julia Soek Jongerenklassement: Anouska Koster Strijdlust klassement: Anna van der Breggen Beste clubrenster: Winanda Spoor Ploegenklassement: Boels Dolmans |

|         | Etappe                    | Km    | Winnaar              | Tweede            | Derde             |
| ------- | ------------------------- | ----- | -------------------- | ----------------- | ----------------- |
| Proloog | Winsum - Winsum           | 002,5 | Anna van der Breggen | Lisa Brennauer    | Trixi Worrack     |
| 1       | Wedde - Ter Apel          | 105,0 | Jolien D'Hoore       | Barbara Guarischi | Trixi Worrack     |
| 2a      | Peize - Peize (TTT)       | 015,1 | Velocio-SRAM         | Boels Dolmans     | Rabo-Liv          |
| 2b      | Leek - Zuidhorn           | 111,8 | Lucinda Brand        | Kirsten Wild      | Christine Majerus |
| 3       | Stadskanaal - Stadskanaal | 117,8 | Kirsten Wild         | Lucinda Brand     | Lisa Brennauer    |
| 4       | Borkum - Borkum           | 105,4 | Anna van der Breggen | Jolien D'Hoore    | Kirsten Wild      |

### 2016
De zesde editie vond plaats van 6 tot en met 10 april.
| Winnaars eindklassementen |
| --- |
| Algemeen klassement: Ellen van Dijk Puntenklassement: Lisa Brennauer Sprintklassement: Romy Kasper Jongerenklassement: Floortje Mackaij Strijdlust klassement: Julia Soek Ploegenklassement: Boels Dolmans |

|    | Etappe                      | Km    | Winnaar        | Tweede               | Derde              |
| -- | --------------------------- | ----- | -------------- | -------------------- | ------------------ |
| 1  | Groningen - Groningen (TTT) | 011,3 | Boels Dolmans  | Canyon-SRAM          | Orica-AIS          |
| 2  | Winsum - Winsum             | 116,8 | Chantal Blaak  | Lisa Brennauer       | Ellen van Dijk     |
| 3  | Musselkanaal - Stadskanaal  | 131,8 | Allie Dragoo   | Julie Leth           | Gretchen Stumhofer |
| 4a | Zuidhorn - Zuidhorn         | 075,4 | Kirsten Wild   | Chantal Blaak        | Barbara Guarischi  |
| 4b | Leek - Leek (ITT)           | 013,6 | Ellen van Dijk | Annemiek van Vleuten | Lisa Brennauer     |
| 5  | Borkum - Borkum             | 117,9 | Kirsten Wild   | Lisa Brennauer       | Christine Majerus  |

### 2017
De zevende editie vond plaats van 5 tot en met 9 april.
| Winnaars eindklassementen |
| --- |
| Algemeen klassement: Ellen van Dijk Puntenklassement: Ellen van Dijk Sprintklassement: Barbara Guarischi Jongerenklassement: Lisa Klein Strijdlust klassement: Roxane Knetemann Beste clubrenster: Marjolein van 't Geloof Ploegenklassement: Boels Dolmans |

|    | Etappe                      | Km    | Winnaar        | Tweede               | Derde             |
| -- | --------------------------- | ----- | -------------- | -------------------- | ----------------- |
| 1a | Leek - Leek (ITT)           | 016,9 | Ellen van Dijk | Anna van der Breggen | Lisa Brennauer    |
| 1b | Grijpskerk - Grijpskerk     | 077,6 | Amy Pieters    | Barbara Guarischi    | Lotta Lepistö     |
| 2  | Baflo - Baflo (TTT)         | 019,3 | Boels Dolmans  | Cervélo-Bigla        | Team Sunweb       |
| 3  | Musselkanaal - Stadskanaal  | 154,4 | Lisa Brennauer | Lisa Klein           | Ellen van Dijk    |
| 4  | Finsterwolde - Finsterwolde | 126,6 | Chantal Blaak  | Susanne Andersen     | Daiva Tušlaitė    |
| 5  | Borkum - Borkum             | 117,9 | Emilie Moberg  | Lucinda Brand        | Amalie Dideriksen |

### 2018
De achtste editie vond plaats van 4 tot en met 8 april.
| Winnaars eindklassementen |
| --- |
| Algemeen klassement: Amy Pieters Puntenklassement: Kirsten Wild Sprintklassement: Natalie van Gogh Jongerenklassement: Lisa Klein Strijdlust klassement: Winanda Spoor Beste clubrenster: Femke Markus Ploegenklassement: Boels Dolmans |

|    | Etappe                          | Km    | Winnaar              | Tweede            | Derde                |
| -- | ------------------------------- | ----- | -------------------- | ----------------- | -------------------- |
| 1  | Heerenveen - Heerenveen (ITT)   | 008,0 | Anna van der Breggen | Chantal Blaak     | Lisa Brennauer       |
| 2  | Grootegast - Grootegast         | 131,3 | Amy Pieters          | Alice Barnes      | Anna van der Breggen |
| 3a | Winschoten - Winschoten         | 066,2 | Kirsten Wild         | Christine Majerus | Lisa Klein           |
| 3b | Stadskanaal - Stadskanaal (TTT) | 017,5 | Boels Dolmans        | Team Virtu        | Canyon-SRAM          |
| 4  | Winsum - Winsum                 | 142,9 | Chantal Blaak        | Kirsten Wild      | Monique van de Ree   |
| 5  | Groningen - Groningen           | 094,3 | Aafke Soet           | Mieke Kröger      | Christine Majerus    |

### 2019
De negende editie vond plaats van 10 tot en met 14 april.
| Winnaars eindklassementen |
| --- |
| Algemeen klassement: Lisa Klein Puntenklassement: Kirsten Wild Sprintklassement: Lisa Brennauer Jongerenklassement: Lorena Wiebes Strijdlust klassement: Anna van der Breggen Beste clubrenster: Amber van der Hulst Ploegenklassement: Boels Dolmans |

|    | Etappe                          | Km    | Winnaar        | Tweede            | Derde                |
| -- | ------------------------------- | ----- | -------------- | ----------------- | -------------------- |
| 1  | Borkum - Borkum                 | 102,5 | Lotta Lepistö  | Lisa Klein        | Christine Majerus    |
| 2  | Surhuisterveen - Surhuisterveen | 134,4 | Mieke Kröger   | Romy Kasper       | Jolien D'Hoore       |
| 3  | Musselkanaal - Musselkanaal     | 124,0 | Kirsten Wild   | Barbara Guarischi | Lotta Lepistö        |
| 4a | Winsum - Winsum (ITT)           | 014,4 | Ellen van Dijk | Lisa Klein        | Anna van der Breggen |
| 4b | Wolvega - Heerenveen            | 074,6 | Lisa Brennauer | Anouska Koster    | Jip van den Bos      |
| 5  | Midwolda - Midwolda             | 124,3 | Kirsten Wild   | Jolien D'Hoore    | Lorena Wiebes        |

### 2020
Deze editie stond op de kalender van 8 tot en met 12 april met de etappes Drachten - Drachten (132,1), Zoutkamp - Zoutkamp (ITT, 15,3), Groningen - Ten Boer (131,0), Loppersum - Appingedam (148,8) en Borkum - Borkum (102,5). Vanwege de coronapandemie werd de wedstrijd afgelast.

### 2021
De tiende editie vond plaats van 10 tot en met 12 maart. Vanwege de nog steeds heersende coronapandemie bestond deze editie uit drie etappes die op afgesloten parkoersen op het TT-Circuit, het defensieterrein in de Marnewaard en op en rondom de VAM berg zonder publiek werden vereden.
| Winnaars eindklassementen |
| --- |
| Algemeen klassement: Ellen van Dijk Puntenklassement: Amy Pieters Bergklassement: Lonneke Uneken Sprintklassement: Gudrun Stock Jongerenklassement: Emma Norsgaard Strijdlust klassement: Lonneke Uneken Combinatie klassement: Ellen van Dijk Ploegenklassement: Team SD Worx |

|   | Etappe                        | Km    | Winnaar        | Tweede         | Derde            |
| - | ----------------------------- | ----- | -------------- | -------------- | ---------------- |
| 1 | TT-Circuit (Assen)            | 126,0 | Jolien D'Hoore | Alice Barnes   | Karlijn Swinkels |
| 2 | Marnewaard (Lauwersoog) (ITT) | 014,4 | Ellen van Dijk | Amy Pieters    | Lisa Brennauer   |
| 3 | VAM berg (Wijster)            | 115,1 | Lonneke Uneken | Emma Norsgaard | Lisa Brennauer   |

### 2022
De elfde editie werd verreden over drie etappes met alle start- en finishplaatsen in de provincie Friesland. In de tweede etappe werd ook de provincie Groningen, meer specifiek de gemeente Westerkwartier, aangedaan en middels de passage door Een-West ook de provincie Drenthe.
| Winnaars eindklassementen |
| --- |
| Algemeen klassement: Ellen van Dijk Puntenklassement: Alice Barnes Jongerenklassement: Shari Bossuyt Sprintklassement: Shari Bossuyt Strijdlust klassement: Mischa Bredewold Beste Friezin: Nicole Steigenga Ploegenklassement: Team Jumbo-Visma |

|   | Etappe                                | Km    | Winnaar          | Tweede          | Derde          |
| - | ------------------------------------- | ----- | ---------------- | --------------- | -------------- |
| 1 | Surhuisterveen - Surhuisterveen (ITT) | 014,4 | Ellen van Dijk   | Riejanne Markus | Marlen Reusser |
| 2 | Eastermar - Bakkeveen                 | 135   | Lonneke Uneken   | Chloe Hosking   | Alice Barnes   |
| 3 | Drachten - Drachten                   | 137   | Rachele Barbieri | Martina Fidanza | Elodie Le Bail |

### Meervoudige etappewinnaars
| Overwinningen | Renster              | Jaren                                                                |
| ------------- | -------------------- | -------------------------------------------------------------------- |
| 13            | Kirsten Wild         | 2012 (1), 2013 (4), 2014 (2), 2015 (1), 2016 (2), 2018 (1), 2019 (2) |
| 6             | Ellen van Dijk       | 2013, 2016, 2017, 2019, 2021, 2022                                   |
| 4             | Chantal Blaak        | 2014, 2016, 2017, 2018                                               |
| 3             | Ina-Yoko Teutenberg  | 2011, 2012 (2)                                                       |
| 3             | Anna van der Breggen | 2015 (2), 2018                                                       |
| 2             | Marianne Vos         | 2011 (2)                                                             |
| 2             | Lucinda Brand        | 2014, 2015                                                           |
| 2             | Amy Pieters          | 2017, 2018                                                           |
| 2             | Lisa Brennauer       | 2017, 2019                                                           |
| 2             | Jolien D'Hoore       | 2015, 2021                                                           |
| 2             | Lonneke Uneken       | 2021, 2022                                                           |

### Etappeoverwinningen per land
N.B. inclusief ploegentijdrit
| Overwinningen | Land                                    |
| ------------- | --------------------------------------- |
| 40            | Nederland                               |
| 9             | Duitsland                               |
| 2             | België, Italië, Verenigde Staten        |
| 1             | Finland, Noorwegen, Verenigd Koninkrijk |